# Gaselys (méthanier)
Pour les articles homonymes, voir Gaselys (homonymie).
Le Gaselys et son sister-ship le Provalys, sont des méthaniers de type membrane et parmi les plus grands au monde.
Il a été lancé en 2007 et est identique au Provalys, qui a intégré la flotte de GDF Suez en novembre 2006.